# Phil Manzanera
Phil Manzanera (n. Philip Geoffrey Targett-Adams, 31 ianuarie 1951 în Londra, Anglia) este un muzician și producător muzical. A fost și chitaristul trupei Roxy Music. În 2006, Manzanera a co-produs albumul lui David Gilmour, On an Island cântând totodată în formația lui Gilmour în turneele susținute de acesta în Europa și America de Nord. Noul său album instrumental, Firebird V11, a fost lansat în 2008.

## Discografie
- Diamond Head (1975)
- K-Scope (1978)
- Primitive Guitars (1982)
- Southern Cross(1990)
- Vozera (1999)
- Rare One (2000)
- 6 PM ([004)
- 50 Minutes Later (2005)
- Firebird V11 (iulie 2008)

1. ↑  Czech National Authority Database, accesat în 23 noiembrie 2019
2. 1 2  Montreux Jazz Festival Database[*] Verificați valoarea |titlelink= (ajutor);